# Christian Ulrich
Pour les articles homonymes, voir Ulrich.

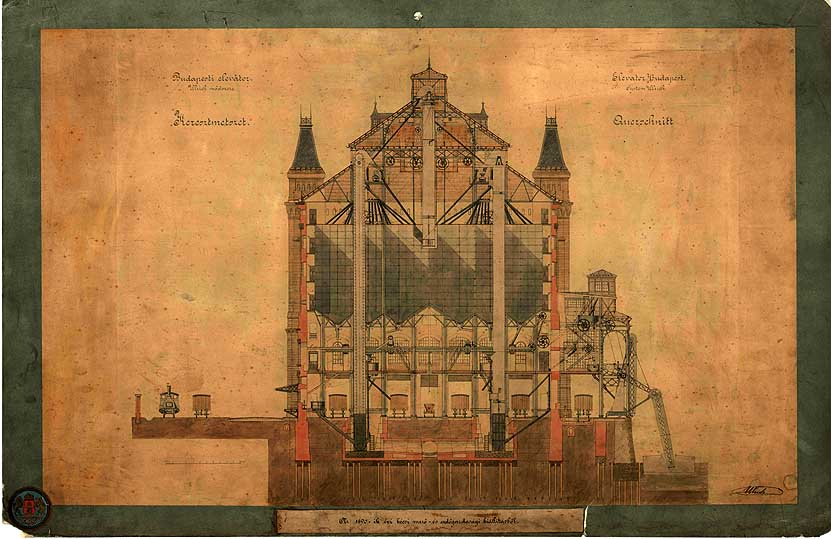
Coupe transversale de l’élévateur à grains de Budapest, conçu par Ulrich (1880).

Christian Ulrich, connu en Hongrie sous le nom de Keresztély Ulrich (Vienne, 27 avril 1836 – id. 22 janvier 1909), est un architecte austro-hongrois. Ses réalisations, situées pour l’essentiel dans sa ville natale et à Budapest, comprennent d’une part des ouvrages de prestige (immeubles résidentiels, sièges d’institution ou de société, musée, parlement), où se mêlent éléments néo-baroques et néo-classiques, et d’autre part des constructions industrielles et utilitaires, à ossature d’acier, mettant souvent en œuvre des techniques très pointues. Il est également architecte d’intérieur.

## Vie et carrière
Ulrich, fils d’un fabricant viennois de miroirs, bénéficia d’une large formation professionnelle, poursuivant en effet des études tant dans les écoles polytechniques de Vienne et de Karlsruhe, qu’à l’académie des Arts plastiques de Vienne, puis complétant sa formation par divers voyages d’études. L’on sait peu de choses sur ses premières activités à Vienne ; il s’associa à l’architecte allemand Wilhelm von Flattich pour réaliser plusieurs objets, sur lesquels l’on ne sait guère plus aujourd’hui, et reprit en mains, dès cette époque, la manufacture familiale. 
Ulrich enfin se fit un nom grâce à l’élévateur à grains de Budapest, dont la conception lui fut confiée après concours en 1880, et qui fut achevé en 1883. Il se fixa alors dans la capitale hongroise, mais c’est pourtant sans succès qu’il se porta candidat en 1883 à la réalisation du parlement hongrois. Un important jalon de la carrière d’Ulrich fut la collaboration qu’il apporta ensuite, au milieu de la décennie 1880, à la grande exposition de Budapest, pour le compte de laquelle il réalisa ce qui allait devenir ses projets les plus considérables ; ce sont en particulier le Palais de l’industrie (en hongrois Iparcsarnok), impressionnante construction de fer et d’acier, qui en son temps fut tenue pour une des réalisations architecturales les plus marquantes dans ce domaine, et un ascenseur conduisant à la colline du château, édifié selon un procédé par lui breveté, dit système Ulrich, qui était à l’avant-garde des techniques d’alors. Le Palais de l’Industrie, de même que l’élévateur à grains, furent gravement endommagés pendant la Deuxième Guerre mondiale et durent être démolis, en 1947 et 1948 respectivement.

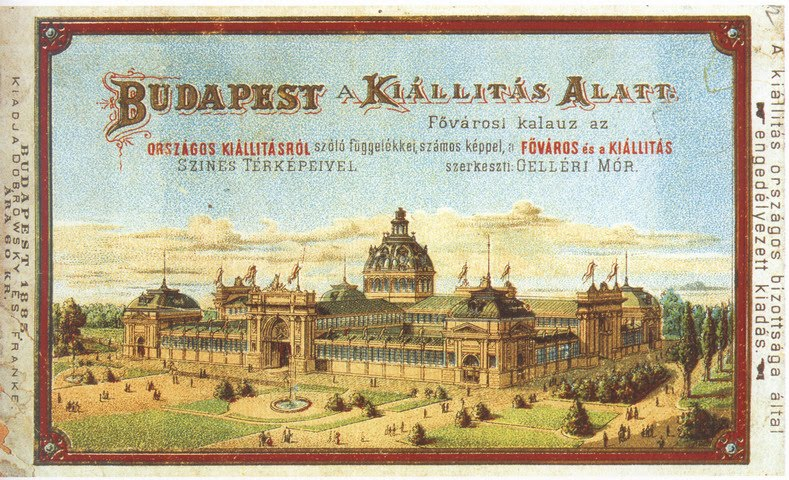
La Palais de l’Industrie, sur une brochure de l’exposition de 1885 à Budapest.

Outre les bâtiments précités, et un certain nombre d’autres de type utilitaire et de haute technicité, tels que grands entrepôts et équipements industriels, le large éventail de son savoir-faire comprenait également des édifices d’habitation de haut prestige et des ouvrages de représentation (sièges d’institutions bancaires, etc.), catégorie à laquelle appartiennent plus particulièrement une série de réalisations qu’il signa dans sa dernière période viennoise, mais aussi sans doute le nouveau bâtiment d’entrée du musée Teyler de Haarlem, à façade monumentale en « style palais », composée d’éléments néo-classiques et néo-baroques, abritant un vestibule sous coupole de verre, dont il livra les plans dès 1879. Ces réussites architecturales incontestables lui valurent, en plus de l’estime de ses contemporains, de se voir décorer d’un ordre impérial. Par la suite, il acquit la citoyenneté hongroise et s’établit pendant plusieurs années à Budapest, y concevant de nombreux bâtiments remarquables, utilitaires aussi bien que d’apparat. 
Au début de la décennie 1890, Ulrich revint s’établir dans sa ville natale. Tandis qu’il était engagé dans divers projets, il fut appelé en 1896 à occuper la chaire de génie civil-bâtiment à l’école polytechnique de Vienne, fonction qu’il exercera jusqu’en 1907 ; il sera par ailleurs recteur de cet établissement entre 1899 et 1900. Pendant la durée de son professorat, il fut chargé de plusieurs importants projets d’extension de l’école, dont le dernier, l’institut de chimie, ne put être mené à bien par suite de son décès. Par son enseignement, il laissa également une empreinte sur nombre d’ingénieurs du bâtiment et d’architectes de la génération suivante.
Christian Ulrich, incarnation du type classique de l’ingénieur-architecte de la fin du XIXe siècle, se vit régulièrement confier des projets architectoniques à haut degré de technicité, dépassant le strict cadre de l’architecture au sens traditionnel, cela sans doute eu égard à son ample formation technique et à sa période de collaboration avec Wilhelm von Flattich, lequel fut un des plus grands spécialistes de son temps en matière d’infrastructure ferroviaire en surface. Ulrich, qui dès ses jeunes années s’était voué également à l’aménagement intérieur, s’illustra par ailleurs en créant l’ameublement des voitures-salons de chemin de fer à l’usage de la cour impériale. 
En accord avec l’esprit du temps, Ulrich privilégiait un langage architectural constitué d’éléments formels néo-baroques, dont l’exemple le plus significatif reste la maison de l’Association commerçante de Vienne (Wiener Kaufmännischer Verein), dite Haus der Kaufmannschaft, sise au n°4 de la Johannesgasse, qu’il réalisa sur appel d’offres de 1892 à 1893 en collaboration avec Rudolf Dick, et aménagée depuis en salle de cinéma.

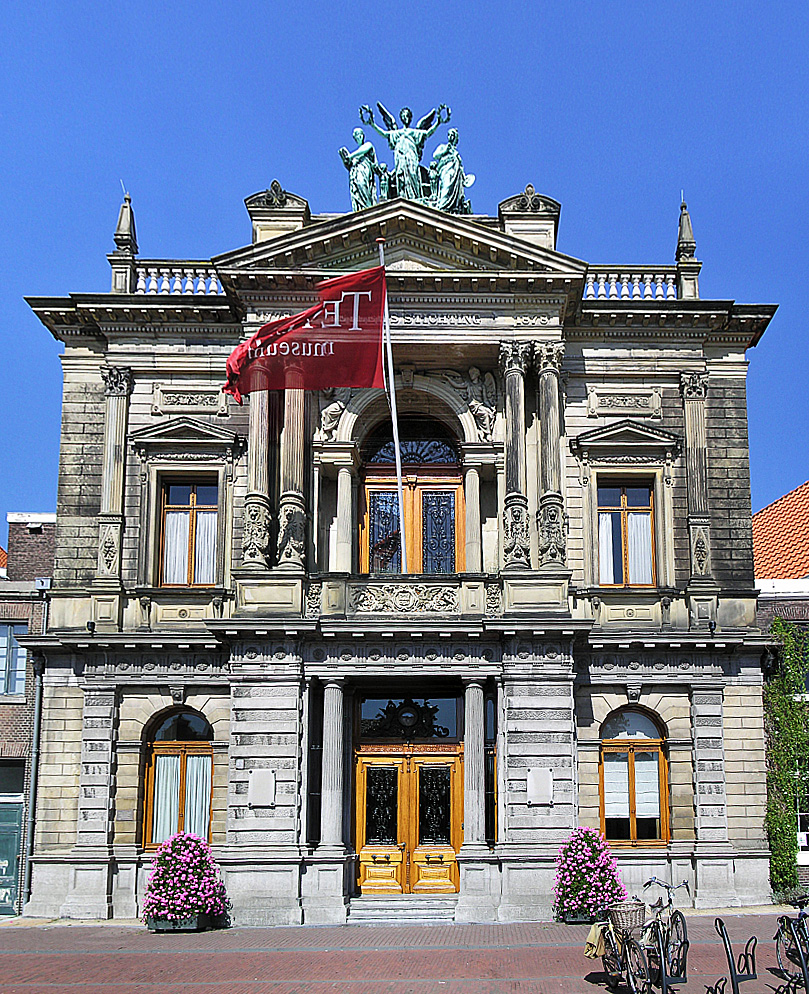
Façade du bâtiment d’entrée du musée Teyler à Haarlem (Pays-Bas).

## Réalisations

### Édifices publics
Parlement de Bukarest (1878) ;
musée Teyler de Haarlem, bâtiment d’entrée (1878) ;
divers édifices bancaires et privés à Vienne, en collaboration avec Wilhelm von Flattich (1879-1885) ;
palais de l’Industrie de l’exposition nationale de Budapest (1885) ;
pavillon bosniaque, Exposition nationale de Budapest (1885) ;
Elevator, grand ascenseur de la colline de Budapest (1885) ;
ministère du Commerce, Budapest (vers1890) ;
Banque d’Escompte, Budapest (vers1890) ;
palais Ostffy, Budapest (vers1890) ;
palais Torda, Budapest (vers1890) ;
immeuble d’habitation Ulrich, Budapest (vers1890) ;
château à Kunhalom, Hongrie (vers 1890) ;
palais de l’Association commerçante de Vienne, Vienne 1, au n° 4 Johannesgasse 4, conjointement avec Rudolf Dick (1892-1893) ;
exhaussement du bâtiment principal de l’école polytechnique de Vienne, Vienne 4, n° 12-13 Karlsplatz, en coll. avec Karl Mayreder (1898) ;
Institut électrotechnique de l’école polytechnique de Vienne, Vienne 4, au n° 25 Gußhausstraße, en coll. avec le prof. Hochenegg (1902-1904).

### Édifices d’habitation ou commerciaux
Immeuble à appartements, Vienne 7, au n° 5 Westbahnstraße (1894) ; 
immeuble à appartements, Vienne 1, angle Tuchlauben / Naglergasse (1901) ;
immeuble d’habitation et commercial, Vienne 7, au n° 26 Zieglergasse (vers 1902).

### Constructions industrielles
Divers entrepôts et installations industrielles en Hongrie et en Italie du nord (1885-1892).

## Source
(de) Architektenlexikon, site autrichien d'architecture.